# Bosentan
Bosentan je dualni antagonist endotelinkog receptora koji se koristi za lečenje plućne hipertenzije. On je prodaji u SAD-u, Evropskoj uniji i drugim zemljama pod imenom Tracleer od strane kompanije Actelion Farmaceutikal.

## Mehanizam dejstva
Bosentan je kompetitivni antagonist endotelin-1 na endotelin-A (ET-A) i endotelin-B (ET-B) receptorima. Pod normalnim uslovima, vezivanje endotelina-1 za ET-A ili ET-B receptore izaziva pulmonarnu vazokonstrikciju. Blokiranjem te interakcije, bosentan umanjuje pulmonarni vaskularni otpor. Bosentan ima neznatno veći afinitet za ET-A nego ET-B.

## Literatura
1. ↑  Channick RN, Simonneau G, Sitbon O, Robbins IM, Frost A, Tapson VF, Badesch DB, Roux S, Rainisio M, Bodin F, Rubin LJ (2001-10-06). „Effects of the dual endothelin-receptor antagonist bosentan in patients with pulmonary hypertension: a randomised placebo-controlled study”. Lancet. 358 (9288): 1119—23. PMID 11597664.

## Spoljašnje veze
- - farmakokinetika bosentana
- zvanični sajt
- -  informacije of propisivanju

|  | Molimo Vas, obratite pažnju na važno upozorenje u vezi sa temama iz oblasti medicine (zdravlja). |